# Czaple (Trzebiel)
Czaple (deutsch Tschöpeln, 1936–1945 Töpferstedt, sorbisch Třeplin) ist ein Dorf in der polnischen Landgemeinde Trzebiel im Landkreis Żary (Woiwodschaft Lebus).

## Geographie
Czaple liegt auf dem östlichen Ausläufer des Muskauer Faltenbogens westlich des Katzenrückens. Westsüdwestlich liegt Nowe Czaple (Neu Tschöpeln), nordwestlich liegt der namensgebende Ort Stare Czaple (Alt Tschöpeln).
Aus historischer Sicht ist das Dorf ein schlesisches an der Grenze zur Lausitz. Die ebenfalls zur Gemeinde Trzebiel gehörenden Orte Żarki Małe (Klein Särchen) und Żarki Wielkie (Groß Särchen) im Nordwesten liegen bereits in der Niederlausitz, Bronowice (Braunsdorf) im Westen in der Oberlausitz.

## Geschichte

### Ortsgeschichte
Czaple ist, wie auch Nowe Czaple, ein relativ junger Ort. An einem Jägerhaus, später Gasthaus, südöstlich des Gutes Tschöpeln an der Niederen Landesstraße (auch Salzstraße genannt) siedelten sich in der zweiten Hälfte des 18. Jahrhunderts Töpferfamilien an, die die lokalen Vorkommen weißen und hellgrauen Tons bargen und verarbeiteten.
Die evangelischen Einwohner wurden nach Groß Särchen, die katholischen nach Muskau gepfarrt. Bis zum Bau eines eigenen Schulhauses im Jahr 1888 besuchten die Kinder die Schule im südlich gelegenen Wendisch Hermsdorf.
Mit dem Bau der Bahnstrecke Sommerfeld–Muskau wurde etwa mittig zwischen Tschöpeln im Süden und Quolsdorf im Norden der Bahnhof Tschöpeln-Quolsdorf angelegt.
Zum Gedenken der Opfer des Ersten Weltkrieges wurde am südlichen Ortseingang auf einem Granitsockel eine schlichte Statue aus thüringischem Muschelkalk in Form einer trauernden Frauengestalt aufgestellt.
Durch die Auflösung des Kreises Sagan kam dessen westlicher Teil, darunter auch Tschöpeln, 1932 an den Kreis Rothenburg. Im Zuge der Germanisierung slawischstämmiger Ortsnamen erhielt das Dorf 1936 den Namen Töpferstedt. Zu dieser Zeit bestanden im Ort neun Töpfereien, die von alteingesessenen Töpferfamilien betrieben wurden, darunter die Hartwig Heyne Töpferei. In ihnen wurde Braun- und glasiertes Steinzeug hergestellt und hauptsächlich in die preußischen Provinzen verkauft.
Nach dem Zweiten Weltkrieg lag das Dorf infolge der Westverschiebung Polens auf der polnischen Seite der Oder-Neiße-Linie. Gemeinsam mit den meisten anderen Gemeinden des Ostteils des Rothenburger Kreises kam die nun als Czaple bezeichnete Gemeinde zum Powiat Żarski, der aus dem polnischen Anteil des Sorauer Kreises hervorgegangen ist. Czaple wurde 1946 zur Gemeinde Niwica geschlagen und kam mit der Auflösung derselben 1976 zur Gemeinde Trzebiel.
Der Personenverkehr auf der Bahnstrecke Lubsko–Bad Muskau wurde 1996 eingestellt, wenige Jahre später erfolgte die Stilllegung der Strecke. Nach dem Streckenabbau Mitte der 2000er erfolgte rund ein Jahrzehnt später der Bau eines grenzübergreifenden Radwegs auf der Trasse.

### Bevölkerungsentwicklung
| Jahr | Einwohner |
| ---- | --------- |
| 1933 | 325       |
| 1939 | 334       |

Mit etwa 330 Einwohnern in den 1930er Jahren war Tschöpeln etwa zwei- bis dreimal so groß wie der ursprüngliche Ort Alt Tschöpeln, jedoch war Neu Tschöpeln mit rund 750 Einwohnern fast zweieinhalbmal so groß wie Tschöpeln.

### Ortsname
Die ursprünglich nur als Töpferhäuser bezeichnete Ansiedlung am Rande des Tschöpelner Gutsforsts erhielt bald den Namen Kolonie Tschöpeln, mit dem der Ort auch auf älteren preußischen Messtischblättern verzeichnet ist.
Der 1936 eingeführte germanisierte Ortsname Töpferstedt orientierte sich am damaligen Haupterwerbszweig, der überhaupt erst zur Ortsgründung führte.
Nachdem der Ort an Polen gefallen war, orientierte man sich bei der Umbenennung am bis 1936 gültigen Schema, jedoch wurde der ursprünglich altsorbische Name polonisiert.